# Хлопчик у смугастій піжамі
«Хлопчик у смугастій піжамі» (англ. The Boy in the Striped Pyjamas) — роман, написаний ірландським письменником Джоном Бойном і вперше опублікований 2006 року. Книжка одразу ж була номінована на кілька десятків літературних премій, зокрема і на British Book Award. У світі продано понад 9 млн примірників роману, перекладеного більш ніж 50-ма мовами. Протягом 2007—2008 років книжка лідирувала за обсягами продажів в Іспанії, а також посіла перше місце у списку бестселерів New York Times.

## Сюжет
Історія, що відбувається на тлі Другої світової війни, у якому говориться про головного героя: Бруно — який безтурботно живе в прекрасному п'ятиповерховому будинку в Берліні разом зі своєю родиною і друзями. Одного разу Бруно приходить додому і виявляє, що покоївка Марія складає його речі у валізу, а сім'я змушена переїхати у загадкове місце Геть-Звідси, бо у батька нове важливе службове призначення. Нове місце Бруно зовсім не подобається, він нудьгує, хоче грати, але немає з ким. Тоді він вирушає досліджувати територію, яка виднілася йому з вікна, де люди розгулювали в однакових смугастих піжамах. Там він і зустрів свого нового друга — єврейського хлопчика Шмуля, що перебував по іншу сторону огорожі. Виявилося, що обидва хлопці народилися в один і той же день, і, як здавалося Бруно, у них багато спільного. Вони регулярно зустрічалися біля огорожі, але час ішов і батьки вирішили, що Бруно з мамою і сестрою повинні виїхати назад до Берліна. Хлопчик йде попрощатися зі своїм другом. Саме в цей момент Бруно приходить божевільна думка — допомогти Шмулю розшукати батька. Переодягнувшись, він стає схожим на інших в'язнів і в такому вигляді пробирається за огорожу.

## Герої
Бруно — головний герой, дев'ятирічний німецький хлопчик, який не розуміє, що відбувається навколо. Розумний, любить читати, допитливий, досить спокійний та неконфліктний. Йому цікаво все нове, особливо новий друг та незвичайна ферма за колючим дротом
Шмуль— новий друг Бруно, який живе за колючим дротом. До війни жив у Польщі, розмовляє німецькою мовою. Виріс у родині годинникаря.
Ральф — батько Бруно, військовий офіцер, прагне зробити кар'єру, тому з радістю погоджується на переїзд, незважаючи на думку інших членів сім'ї.
Ельза — мати Бруно.
Гретель — сестра Бруно.
Фюрор — начальник Ральфа, який і направляє його на службу у віддалений табір.

## Критика
Софі Мелісса Сміт, докторка наук Саутгемптонського університету, вважає, що описувати реальну історію як байку - небезпечна тенденція й може створити спотворене уявлення про Голокост. Прикладами можуть бути здатність Шмуеля уникати роботи в таборі й можливість Бруно вільно заходити всередину табора через електричний паркан.
Сміт наголошує, що Бойн применшує винуватість нацистів, не тільки гуманізуючи їх, але й також створюючи почуття симпатії до таких персонажів, як батько Бруно - комендант величезного концентраційного табору. Історія, розказана устами Бруно, збільшує невігластво щодо нацистського режиму завдяки використанню слів "Фюрор" замість "Фюрер" і "Аж-Вись" замість "Аушвіц". В цілому критики вважають, що баналізація, спрощення нацистського режиму, зображення його менш жахливим, ніж він насправді був, завдає шкоди вивченню Голокоста. 

### Наслідки для освіти
2009 року дослідження Єврейського Культурного центру в Лондоні показало, що 75% відсотків опитаних студентів вважають, що роман Бойна заснований на реальній історії. Багато студентів також вірять, що "трагічна смерть Бруно поклала край концентраційним таборам".
Майкл Грей, директор британської Школи Герроу і автор книжки "Сучасні дискусії щодо освіти та викладання Голокосту: практичні підходи для дітей віком 11-18 років" у 2014 році назвав "Хлопчика у смугастій піжамі" "прокляттям для вивчення Голокосту".
У авторській колонці в "Єврейських хроніках" Ноа Макс розкритикував Грея: "Дослідження Грея 2015 називає "Хлопчика..." прокляттям для вивчення Голокосту", незважаючи на те, що "майже всі респонденти висловили своє бажання вивчати тему й часто називали цей період [Шоа] найцікавішим в історії". Його вибірка з 298 школярів 13-14 років з Лондона та Оксфорду - надзвичайно вузька, і враховуючи таку широку популярність книжки, його висновки несуттєві. Тим не менше, навіть із такою малою вибіркою будь-яка "універсальна" знахідка заслуговує підвищеної уваги".
Критикуючи неточність книжки, Музей Аушвіц-Біркенау у 2020 році висловився, що романа "варто уникати кожному, хто вивчає або викладає Голокост". 
Мельбурнський Музей Голокосту хоч і вважає книжку сильним вступом у тему, попереджає викладачів про велику кількість неточностей.
Продовжуючи дослідження 2016 року, яке показало, що учні роблять неправильні або неточні висновки про Голокост із цієї книжки, Центр освіти Голокосту Університетського коледжа Лондона в 2020 році провів дослідження, яке показало, що 35% викладачів Англії використовують цю книжку або її екранізацію для своїх уроків.

## Цитати
- «Іноді життєві обставини не залишають нам вибору, змушуючи робити те, що нам, можливо, не до душі».
- «— Ми як близнюки, — сказав Бруно.
- — Є трохи, — погодився Шмуель».
- «І тут він зробив щось, що було зовсім не в його характері: взяв тоненьку руку Шмуеля і міцно потиснув. — Тепер ти мій найкращий друг, Шмуель. Мій вірний друг на все життя».
- «Не думай про біль, і він сам пройде».
- «Розумному і невдача про запас».
- «Дім — не просто вулиця, або місто, або навіть будівля, складена з цеглин та вапна. Дім там, де твоя сім'я».
- «Якщо хтось ночами дивиться на небо, це ще не означає, що ми маємо справу з астрономом».
- «Але мені здається, що куди б я не поїхав, я завжди буду сумувати за людьми, яких залишив».
- «Звичайно, все це сталося дуже давно і ніколи більше не повториться. Не в наші дні і не в нашому столітті».

## Відгуки преси
- «Іноді серед потоку книжок з'являється та, що пробуджує почуття, тривожить розум і надовго залишається в пам'яті. „Хлопчик у смугастій піжамі“ — саме така книжка» (The Yorkshire Evening Post).
- «Дуже просто і абсолютно незабутньо. У цій книзі немає ніяких монстрів і страховиськ, але справжній жах завжди ховається в повсякденному» (Ireland On Sunday).
- «Сумна, глибока і розбурхуюча притча про людську чистоту, яка завжди по той бік добра і зла» (The First Post).
- «Маленький шедевр» (The Guardian).
- «Дивовижна річ, така проста і така легка, вона буквально розриває душу» (The Irish Times).

Ентоні Скот у The New York Times розкритикував вибір автора та видавця зумисно зробити тло Голокосту розпливчастим як у анотації на обкладинці, так і в першій частині роману. Скот каже, що досвід персонажів показаний окремо від Голокосту, і це створює пробіл у інформації на відміну від інших романів про Голокост, таких як "Ніч" Елі Візеля: "Є щось незграбне в тому, як Бойн спочатку приховує, а потім розкриває історичний контекст". Скот підсумовує, що "замаскувати Голокост у алегорію, як це робить Бойн, навіть і з найкращими намірами, - означає віддалятися від реальності".
Рабин Бенджамин Блех також розкритикував роман із історичного погляду, наголошуючи, що сама ідея книжки й екранізації, що в Аушвіці міг бути хлопчик віку Шмуеля, - неможлива: "До уваги читача: в Аушвіці не було 9-річних єврейських хлопчиків - нацисти одразу відправляли в газові камери тих, хто не був достатньо дорослим, щоб працювати". Рабин Блех навів думку свого друга, який пережив Голокост, що ця книжка "не просто брехня і не просто казочка, а профанація". Студенти, які читають це, попереджає він, можуть повірити, що табори "були не такими вже й поганими", якщо маленький хлопчик міг таємно подружитися з єврейським полоненим свого віку, не підозрюючи про "постійну присутність смерті".
Досліджувач Голокосту Генрі Гоншак у своїй книжці "Голівуд і Голокост" спростовує слова Блеха про історичні неточності: "Рабин вважає  неправдоподібним , шо Шмуель міг узагалі існувати в таборі, але він помиляється". Хоча там не було дівчаток, записи стверджують, що в 1944 "у таборі було 619 хлопчиків у віці від 1 місяці до 14 років". Гоншак визнає, що присутність цих дітей не змінює факту, що тисячі інших були вбиті в газових камерах.

## Екранізація
У 2008 році режисер Марк Герман зняв однойменну екранізацію твору.

## Постановки
У 2017 році роман був адаптований у балет групою Northern Ballet. Музику написав Гері Єршон. Рецензії на балет здебільшого негативні: Зо та Емл Андерсон з The Independent зазначили, що дорослі актори у ролях дітей руйнують "наївність дитячого погляду", яку так добре передає роман. Рецензія The Yorkshire Post описала музику як "безперервний штурм вух", але, окрім музики, зазначила, що у виставі є позитивні якості завдяки акторському складу, хоча загалом вона є гнітючою.
У 2023 році роман був адаптований в оперу під назвою A Child In Striped Pyjamas (Дитина у смугастій піжамі) композитором Ноа Максом. Він зазначає про книгу Бойна: "Дуже важко переконати дітей читати книгу про щось таке похмуре й серйозне, як Голокост, і мене вражає, що, хоча не всі дорослі розуміють глибоку символіку цієї історії, діти її схоплюють. Вони помічають, що в обох дітей однаковий день народження і вони є однією дитиною." Щодо доцільності зображення Голокосту через оперу, Макс каже: "єдиний спосіб передати його величину  –  і так, щоб люди зрозуміли, що це символічно, а не реально  –  був через оперу." Вистава була позитивно сприйнята критиками. Баррі Міллінгтон дав A Child In Striped Pyjamas чотири зірки у London Evening Standard, описавши її як "інтенсивну, трагічну драму... [яка] викликає всезагальний смуток". У The Telegraph сер Ніколас Кеньон написав, що вистава є "емоційно амбітною... вокально виразною... немає сумнівів у щирості, з якою її виконує цей згуртований колектив."

## Український переклад
Хлопчик у смугастій піжамі / Джон Бойн ; пер. з англ. Віктора Шовкуна. — Львів : Видавництво Старого Лева, 2017. — 192 с. — ISBN 978-617-679-232-1.